# Castelo romano de Caminha (Castro Verde)
O Castelo de Caminha foi uma fortificação romana que se situava no território do atual Município de Castro Verde, na região do Baixo Alentejo, em Portugal.

## Descrição e história
O forte de Caminha está situado no topo de um cerro pouco destacado na paisagem, mas que permitia controlar uma zona considerável, principalmente para o lado Oeste, por onde corre a Ribeira de Cobres. Faz parte de um conjunto de estruturas defensivas romanas na zona, conhecidas tradicionalmente como castelos. No local foi identificado um muro no lado Oeste, que provavelmente faria parte de uma estrutura de planta sensivelmente quadrada, visível em fotografias aéreas. Foi encontrada uma grande quantidade de materiais do período romano em redor do sítio arqueológico, principalmente compostos por cerâmica comum e de construção.
Nas Fichas Arqueológicas de Campo de 1987, da Câmara Municipal de Castro Verde, é documentada a existência de fragmentos de peças de cerâmica comum e de construção, incluindo tégulas, ânforas e terra sigillata. O local foi alvo de trabalhos arqueológicos em 1995 e 2016, no âmbito da elaboração da Carta Arqueológica de Castro Verde.